# Villorba
Villorba ist eine nordostitalienische Gemeinde (comune) mit 17.571 Einwohnern (Stand 31. Dezember 2023) in der Provinz Treviso in Venetien. Bei der Gemeinde handelt es sich um einen Zusammenschluss mehrerer Orte. Der Sitz der Gemeindeverwaltung findet sich im Ortsteil Lancenigo.
Villorba liegt etwa 8 Kilometer nördlich von Treviso.

## Geschichte
982 wird der Ort (Villorba) erstmals urkundlich erwähnt.

## Verkehr
Villorba liegt zwar an der Bahnstrecke Venedig-Udine, hat allerdings nur einen kleinen Bahnhof in Lancenigo. Östlich der Gemeinde verläuft die Autostrada A27 Richtung Belluno und Mestre.

## Persönlichkeiten
- Massimo Zanetti (* 1948), Unternehmer und Politiker
- Giovanni Pinarello (1922–2014), Radrennfahrer und Unternehmer (Pinarello)

## Städtepartnerschaft
- Arborea, Provinz Oristano, Sardinien, Italien.